# マックス・プランク数学研究所

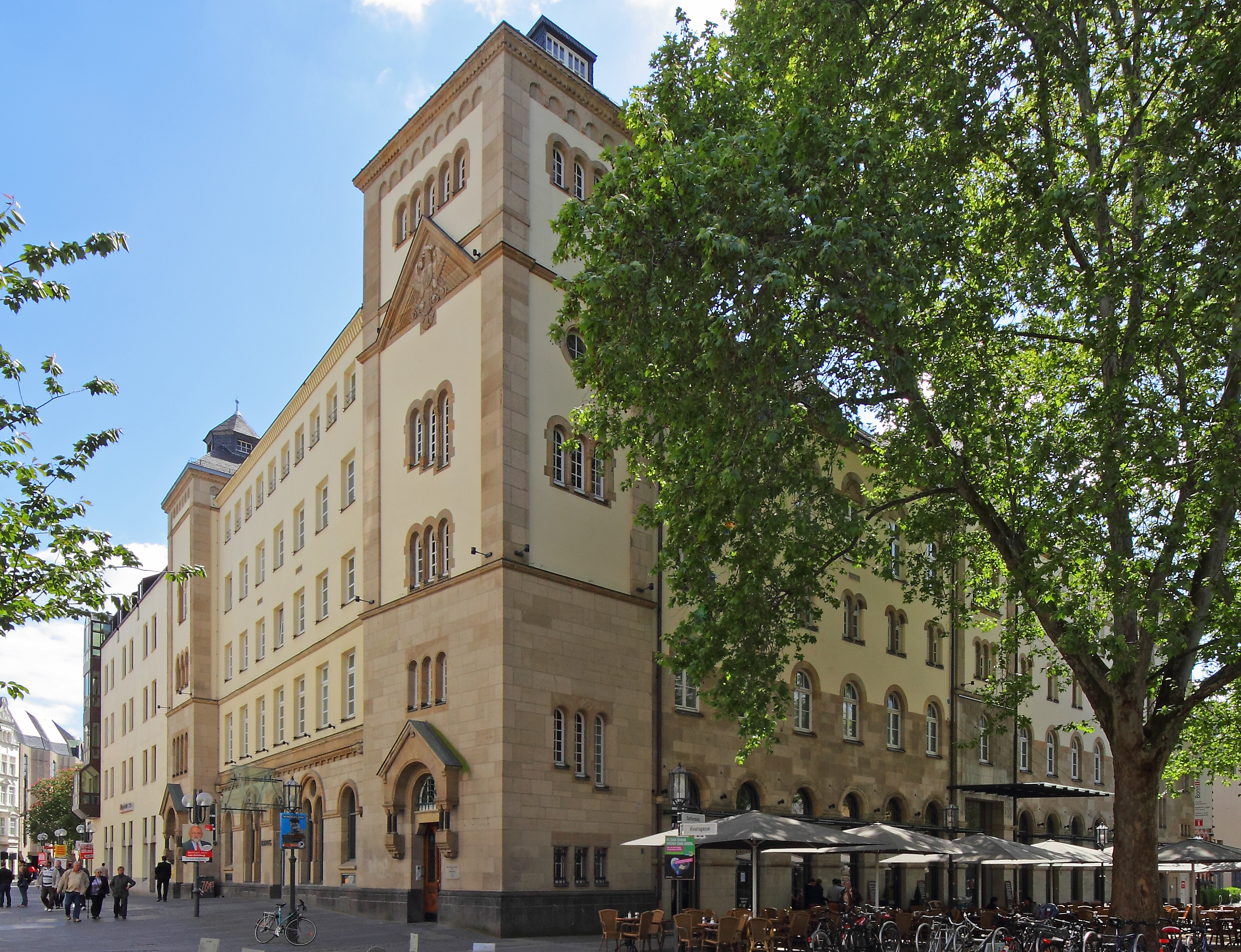
ボン旧市街のマックス・プランク研究所

マックス・プランク数学研究所（ドイツ語: Max-Planck-Institut für Mathematik）はマックス・プランク協会の研究所。常勤職員は少なく、世界中の数学者が訪問者として研究を行っている。

## 概要
ボンの共同研究センター（Sonderforschungsbereich）の理論数学部門を前身としてフリードリッヒ・ヒルツェブルフにより創立された。以前はボイエル地区にあったが、1999年にミュンスタープラッツに移転した。

## 主な研究分野
- 代数幾何学
- 数論
- 数論幾何学および保型形式
- 代数群および算術部分群
- 表現論
- 複素解析
- 代数トポロジー
- 偏微分方程式
- 数理物理学

## 歴代所長
1. フリードリッヒ・ヒルツェブルフ
2. ギュンター・ハーダー
3. ユーリ・マニン